# Centrum SMS
Centrum SMS (ang. Short Message Service Center, SMSC) – centrum zarządzające wiadomościami SMS. Pośredniczy pomiędzy abonentami przy przesyłaniu wiadomości SMS. Żeby wysłać wiadomość SMS z telefonu komórkowego, należy w ustawieniach telefonu wpisać numer SMSC. Obecnie numer ten jest zazwyczaj zapisany w pamięci karty SIM i nie jest konieczne konfigurowanie telefonu.
Jeżeli adresat wiadomości SMS jest niedostępny, SMSC przetrzymuje wiadomość SMS. Wiadomość SMS jest dostarczona do adresata od razu po jego zalogowaniu się do stacji bazowej. Jeżeli adresat wiadomości nie zaloguje się do stacji bazowej przed upłynięciem terminu ważności wiadomości SMS, wiadomość SMS nie zostanie dostarczona.
Polscy operatorzy sieci komórkowych korzystają z SMSC o następujących numerach:
| Nazwa operatora     | Identyfikatory MCC i MNC | Nr Centrum SMS  |
| ------------------- | ------------------------ | --------------- |
| Cyfrowy Polsat      | 260-12                   | +48 699 050 340 |
| Lycamobile          | 260-09                   | +48 729 200 111 |
| mBank mobile        | 260-01                   | +48 601 000 310 |
| Mobilking           |                          | +48 882 883 884 |
| Orange              | 260-03                   | +48 501 200 777 |
| Play                | 260-06                   | +48 790 998 250 |
| Virgin Mobile       | 260-06                   | +48 790 998 250 |
| Plus                | 260-01                   | +48 601 000 310 |
| T-Mobile            | 260-02                   | +48 602 951 111 |
| wRodzinie, a2mobile | 260-15                   | +48 881 101 010 |
| SAT FILM            |                          | +48 601 000 310 |
| Vectone Mobile      | 260-36                   | +48 739 199 990 |
| Rebtel              | 260-44                   | +48 786 099 990 |
| ArkanaVoIP.PL       |                          | +48 501 200 777 |

Polscy operatorzy telefonii stacjonarnej korzystają z SMSC o następujących numerach:
- ekotel – 22 490 8078
- Orange Polska – 802 767 000
- ArkanaVoIP.PL - +48 22 896 66 99

Polscy operatorzy telefonii internetowej korzystają z SMSC o następujących numerach:
- easyCALL.pl SA – +48 22 490 8078
- ArkanaVoIP.PL - +48 22 896 66 99